# Natroglaucocerinita
La natroglaucocerinita és un mineral de la classe dels sulfats, que pertany al grup de la wermlandita. Anomenada així per la seva relació amb la glauconita. El mineral va ser aprovat per la IMA l'any 1995, tot i que encara no se n'ha publicat la descripció. Alguns autors, després de la revaluació de la nomenclatura del supergrup de l'hidrotalcita, proposen que s'investigui l'espècie més detalladament.

## Classificació
Segons la classificació de Nickel-Strunz, la natroglaucocerinita pertany a «07.D - Sulfats (selenats, etc.) amb anions addicionals, amb H₂O, amb cations de mida mitjana només; plans d'octaedres que comparteixen vores» juntament amb els següents minerals: felsőbanyaïta, langita, posnjakita, wroewolfeïta, spangolita, ktenasita, christelita, campigliaïta, devil·lina, ortoserpierita, serpierita, niedermayrita, edwardsita, carrboydita, glaucocerinita, honessita, hidrohonessita, motukoreaïta, mountkeithita, wermlandita, woodwardita, zincaluminita, hidrowoodwardita, zincowoodwardita, shigaïta, nikischerita, lawsonbauerita, torreyita, mooreïta, namuwita, bechererita, ramsbeckita, vonbezingita, redgillita, calcoalumita, nickelalumita, kyrgyzstanita, guarinoïta, schulenbergita, theresemagnanita, UM1992-30-SO:CCuHZn i montetrisaïta.

## Característiques
La natroglaucocerinita és un sulfat de fórmula química Zn₆Al₃(OH)₁₈[Na(H₂O)₆](SO₄)₂·6H₂O. Cristal·litza en el sistema hexagonal.

## Formació i jaciments
A estat descrita només a Grècia, a les colocalitats tipus del mineral.